# ネクスト・キャピタル・パートナーズ
ネクスト・キャピタル・パートナーズ株式会社（英:Next Capital Partners Co., Ltd.）は、東京都千代田区麹町に本社を置く日本のプライベート・エクイティ・ファンド。主として中堅・中小企業の事業再生のため、エクイティ投資での事業再生型投資を行っている。
元産業再生機構執行役員の立石寿雄と元東京三菱投信投資顧問（現・三菱UFJ国際投信）経営企画部長の本坊吉隆が共同で2005年（平成17年）7月1日に設立した。

## 主な投資先
- CROSS FM
- ホームメイドクッキング
- アコール